# ریچارد ای. ناک
ریچارد ا.ناک (به انگلیسی: Richaed A. Knaak) (نحوهٔ تلفظ :"Nack") نویسندهٔ داستان‌های خیال‌پردازی و از جرگهٔ نویسندگان برگزیدهٔ نیویورک تایمز برای نگارش داستان حماسه هوما است. وی متولد ۲۸ مِه ۱۹۶۱ در شهر شیکاگو از پدری انگلیسی و مادری آمریکایی است.
بیشتر کتاب‌هایی که بر ناک تأثیر گذاشته‌اند به گفتهٔ خودش فرمانروای حلقه‌های تالکین، موجودات روشنایی و تاریکی و کهربا اثر راجر زلازنی و کتاب‌های ادگار آلن پو بوده‌اند. دیگر نویسندگان محبوب وی گلن کوک، ال اسپراگ دی‌کمپ، لاورنس وات اوانس، هری ترتل داو، جنیفر رابرسون، رابرت جی سویر، لورل ک همیلتون و هری هریستون هستند.
در کنار نوشتن وی به خوردن، سفر، مطالعهٔ کتاب و تماشای فیلم‌های قدیمی علاقه‌مند است.

### نیزهٔ اژدها
1. سری
  1. حماسهٔ هما
  2. کاز ِ گاومرد
  3. سرزمین گاومردان
  4. غارتگران دریای خون
  5. دژ
2. سه‌گانهٔ نبرد گاومردان
  1. شب خون
  2. امواج خون
  3. امپراطوری خون
3. سه‌گانهٔ غول تیتان‌ها
  1. پنجهٔ سیاه
  2. گل سرخ آتش
  3. آخرین کتاب غول تیتان‌ها

### سرزمین اژدها
1. مستقل
  1. اژدهای آتشین
  2. اژدهای یخین
  3. گلهٔ گرگ
  4. توسن سایه
  5. اژدهای کریستالی
  6. سریر اژدها
  7. پادشاهْ توسن
2. سه‌گانهٔ خاستگاه‌ها
  1. سرزمین مه گرفته
  2. فرزندان اژدها
  3. کتاب بزرگ اژدها

### دیابلو(شیطان)
1. مستقل
  1. میراث خون
  2. طریقت سیاه
  3. پادشاهی سایه
  4. ماه عنکبوت
2. سه‌گانهٔ نبرد گناه
  1. حق مولودی
  2. فلس افعی
  3. پیامبر نقاب‌دار

### هنر نبرد
1. مستقل
  1. روز اژدها
2. سه‌گانه نبرد پیشینیان
  1. چشمه جاودانگی
  2. روان اهریمن
  3. متلاشی شدن
3. سه‌گانه چشمه خورشید
  1. شکار اژدها
  2. سایه‌های یخ
  3. سرزمین ارواح
4. شب اژدها(سال ۲۰۰۸ منتشر شد)

### آثار مستقل
1. 1. پادشاه خاکستری
  2. بال یخین
  3. ماسک ژانوس
  4. مرد هلندی
  5. شعله‌های یاقوت